# Anna Chmelková
Anna Chmelková (dekliški priimek Blanáriková), slovaška atletinja, * 26. julij 1944, Špačince, Češkoslovaška.
Nastopila je na olimpijskih igrah leta 1968, kjer je izpadla v prvem krogu teka na 400 m. Na evropskem prvenstvu leta 1966 je osvojila naslov prvakinje v isti disciplini, štirikrat je tudi osvojila naslov češkoslovaške državne prvakinje.